# Leskova Bara
Leskova Bara (en serbe cyrillique : Лескова Бара) est un village de Serbie situé dans la municipalité de Surdulica, district de Pčinja. Au recensement de 2011, il comptait 103 habitants.

## Démographie
| 1948 | 1953 | 1961 | 1971 | 1981 | 1991 | 2002 | 2011 |
| ---- | ---- | ---- | ---- | ---- | ---- | ---- | ---- |
| 378  | 434  | 326  | 280  | 262  | 230  | 139  | 103  |

|  |